# Чемпионат мира по самбо 2000
XXIV Чемпионат мира по самбо 2000 года прошёл в Киеве (Украина) 24—26 ноября. В соревнованиях приняли участие 180 спортсменов из 23 стран. Открытый чемпионат мира ФИАС (2000 FIAS World Open Sombo Championships) среди юниоров, взрослых спортсменов и ветеранов, прошёл в Дейтоне (США) 28 июня в помещении Hara Arena.

## Медалисты

### Мужчины
| Весовая категория | Золото                    | Серебро                       | Бронза                                                       |
| ----------------- | ------------------------- | ----------------------------- | ------------------------------------------------------------ |
| до 52 кг          | Руслан Кишмахов · Россия  | Шавкат Жураев · Узбекистан    | Нарангэрэл Огноо · Монголия Вугар Мамедов · Азербайджан      |
| до 57 кг          | Дмитрий Шишкин · Россия   | Виталий Михайлов · Беларусь   | Артур Геворкян · Армения Михаил Бакин · Украина              |
| до 62 кг          | Сергей Гордеев · Россия   | Хидэхико Мацумото · Япония    | Латиф Латыпов · Узбекистан Дмитрий Базылев · Беларусь        |
| до 68 кг          | Виктор Савинов · Украина  | Михаил Мартынов · Россия      | Георгий Георгиев · Болгария Арчил Чохели · Грузия            |
| до 74 кг          | Асхат Шахаров · Казахстан | Сергей Колесников · Россия    | Геннадий Белодед · Украина Константин Семёнов · Беларусь     |
| до 82 кг          | Сергей Смирнов · Россия   | Юрий Сеножатский · Беларусь   | Динмухамед Мусралиев · Казахстан Николоз Библашвили · Грузия |
| до 90 кг          | Сергей Лоповок · Россия   | Мовлуд Миралиев · Азербайджан | Руслан Машуренко · Украина Шухрат Ходжаев · Узбекистан       |
| до 100 кг         | Дмитрий Максимов · Россия | Ростислав Борисенко · Украина | Юрий Рыбак · Беларусь Цветко Цветков · Болгария              |
| свыше 100 кг      | Мурат Хасанов · Россия    | Георгий Тонков · Болгария     | Андрис Лубчанс · Латвия Леонид Свирид · Беларусь             |

#### Командный зачёт
1. Россия;
2. Украина;
3. Беларусь;
4. Узбекистан;
5. Болгария;
6. Казахстан;

### Женщины
| Весовая категория | Золото                         | Серебро                       | Бронза                                                       |
| ----------------- | ------------------------------ | ----------------------------- | ------------------------------------------------------------ |
| до 48 кг          | Татьяна Москвина · Беларусь    | Ольга Чирцова · Россия        | Гэрелтуяа Эрдэнэчимэг · Монголия Сатако Синаси · Япония      |
| до 52 кг          | Милана Клейна · Россия         | Цэвэлмаа Шархуу · Монголия    | Татьяна Барилова · Беларусь Туар Товмасян · Армения          |
| до 56 кг          | Оксана Степанюк · Россия       | Отгонцэг Найдан · Монголия    | Элица Ражева · Болгария Драчана Миленкович · СР Югославия    |
| до 60 кг          | Наталья Павлова · Россия       | Мэнгэлтуял Бантуу · Монголия  | Людмила Матиевская · Украина Марина Деневич · Беларусь       |
| до 64 кг          | Батхишиг Хурэлдорж · Монголия  | Элина Новгородцева · Россия   | Надежда Покора · Украина Байса Байлиева · Казахстан          |
| до 68 кг          | Елена Котельникова · Россия    | Анна Репида · Молдова         | Олеся Назаренко · Туркменистан Виталия Врублевская · Украина |
| до 72 кг          | Светлана Галянт · Россия       | Валентина Бардачева · Украина | Чоендорж · Монголия Гражина Леванайте · Литва                |
| до 80 кг          | Оксана Болтенкова · Россия     | Светлана Лисянская · Украина  | Даждулат Самбуу · Монголия Наталья Мельникова · Беларусь     |
| свыше 80 кг       | Вероника Козловская · Беларусь | Вероника Татару · Молдова     | Эрдэнэ-Очир Долгормаа · Монголия Галина Рыбалко · Россия     |

#### Командный зачёт
1. Россия;
2. Монголия;
3. Беларусь;
4. Украина;
5. Молдова;
6. Казахстан;